# Fidonia auritaria
Fidonia auritaria là một loài bướm đêm trong họ Geometridae.